# Lopatîci, Olevsk
Lopatîci (în ucraineană Лопатичі) este o comună în raionul Olevsk, regiunea Jîtomîr, Ucraina, formată numai din satul de reședință.

## Demografie
Componența lingvistică a comunei Lopatîci
     Ucraineană (99,22%)
     Alte limbi (0,73%)
Conform recensământului din 2001, majoritatea populației comunei Lopatîci era vorbitoare de ucraineană (99,22%), existând în minoritate și vorbitori de alte limbi.